# Dan Coats
Daniel Ray Coats (Jackson, 1943. május 16. –) amerikai politikus, szenátor (Indiana, 1989 – 1999, 2010 – 2017), képviselő (1981 – 1989). A Republikánus Párt tagja.

## Pályafutása
Coats a Michigan állambeli Jacksonban született, és itt állami általános és középiskolába járt. Alapdiplomáját az illinois-i Wheaton College-ban szerezte 1965-ben. 1966-tól 1968-ig a hadseregben szolgált, majd 1971-ben elvégezte az indianapolisi Indiana University jogi karát. Ezután Fort Wayne-ben ügyvédként tevékenykedett, majd 1976-tól 1980-ig Dan Quayle kongresszusi képviselő körzeti irodavezetőjeként dolgozott.
1980-ban képviselővé választották a washingtoni Kongresszusba. Itt 1981. január 3-tól 1989. január 3-ig szolgált (miután háromszor újraválasztották). Az 1988-as választáson is sikerrel indult, de képviselői helyét feladta, miután Quayle-t, aki időközben Indiana képviseletében szenátor lett, megválasztották az Egyesült Államok alelnökévé, és a kormányzó ideiglenesen, a következő időközi választásig Coatsot nevezte ki a megürült szenátusi helyre.
1990-ben sikerrel indult a szenátusi helyért rendezett időközi választáson és Quayle eredeti mandátumának hátralevő két évére, majd utána 1993-tól újabb hat évre ő töltötte be a szenátori pozíciót. Így végül 1989. január 3-tól 1999. január 3-ig volt a Szenátus tagja.
A következő két évben a Verner, Liipfert, Bernhard, MacPherson and Hand ügyvédi munkaközösségben dolgozott, majd 2001-ben, amikor párttársa, George W. Bush lett az elnök, németországi nagykövetté nevezték ki. Ezt a posztot 2005-ig töltötte be.
2010-ben ismét sikerrel indult korábbi szenátusi helyéért, amelyet a közbeeső két ciklusban a demokrata Even Bayh töltött be. Mandátuma 2011. január 3-tól 2011. január 3-ig tartott. Nem indult az újraválasztásért folyó küzdelemben.
2017-ben Trump elnök Nemzeti Hírszerzési Igazgatónak nevezte ki. Coats két és fél évvel később 2019. augusztus 15-i hatállyal lemondott.